# Sielsowiet Siniawka
Sielsowiet Siniawka (biał. Сіняўскі сельсавет, Siniauski sielsawiet; ros. Синявский сельсовет) – sielsowiet na Białorusi, w obwodzie mińskim, w rejonie kleckim, z siedzibą w Siniawce.

## Demografia
Według spisu z 2009 sielsowiet Siniawka zamieszkiwało 2180 osób, w tym 2095 Białorusinów (96,10%), 51 Rosjan (2,34%), 22 Polaków (1,01%), 7 Ukraińców (0,32%), 4 osoby innych narodowości i 1 osoba, która nie podała żadnej narodowości.
Do 2019 liczba ludności spadła do 1688 osób. Największymi miejscowościami były wówczas Siniawka (1191 mieszkańców), Panacz (188 mieszkańców), Naruszewicze (136 mieszkańców) i Zabłotniki (104 mieszkańców). Liczba ludności żadnej z pozostałych miejscowości nie przekraczała 29 osób.

## Geografia i transport
Sielsowiet położony jest na historycznej Nowogródczyznie, w zachodniej części rejonu kleckiego. Największą rzeką jest Nacza.
Przez sielsowiet przebiegają drogi republikańskie R13 i R43.

## Miejscowości
- agromiasteczko:
  - Siniawka
- wsie:
  - Haniewicze
  - Karbowce
  - Łuczyce
  - Naruszewicze
  - Panacz
  - Ruda
  - Zabłotniki